# Peter Stormare
Peter Stormare, švedski igralec,* 27. avgust, 1953.
V svoji karieri je igral v številnih filmih, znan pa je tudi po vlogi v seriji Prison Break, v kateri igra kot John Abruzzi.